# ناحیه چکوال
ناحیه چکوال (به انگلیسی: Chakwal District) یکی از ناحیه‌های پاکستان در پاکستان است که در پنجاب واقع شده‌است. ناحیه چکوال ۶٬۵۲۴ کیلومتر مربع مساحت و ۱٬۴۹۵٬۹۸۲ نفر جمعیت دارد.